# 海陸豐革命根據地
海陸豐革命根據地（1927年5月1日—1928年7月上旬），又称海陆丰苏维埃，是1927年国共分裂后第一次国共内战时中國第一個蘇維埃政權，当年11月由彭湃及葉挺為首的中國共産黨黨員於廣東海豐、陸豐和汕尾成立。其主要成分為南昌起義後兩人麾下殘部，在艱苦的八月至九月小長征和汕頭戰役潰敗之後，這些部隊大為減少，並被共產國際指示進入農村地區躲避，避免進一步的戰鬥。

1927年海陆丰苏维埃旗帜

1927年5月1日，成立海丰县临时人民政府和陆丰县临时人民政府；5月9日；海丰县临时人民政府撤往城郊农村；5月10日，陆丰县临时人民政府撤往新田山区；9月8日，成立陆丰县临时革命政府；9月17日，成立海丰县临时革命政府；9月25日，陆丰县临时革命政府撤到新田区激石溪；11月16日，成立陆丰县苏维埃政府；11月21日，成立海丰县苏维埃政府。1928年2月18日，海丰县苏维埃政府改称海丰县苏维埃人民委员会；同月，陆丰县苏维埃政府改称陆丰县苏维埃人民委员会；2月29日，陆丰县苏维埃人民委员会迁驻河田区参城村，后移驻激石溪；3月1日，海丰县苏维埃人民委员会撤往农村根据地。